# Dokumente zur Deutschlandpolitik
Dokumente zur Deutschlandpolitik (DzD) ist ein Projekt des Bundesarchivs.
Aufgabe der DzD ist die wissenschaftlich kritische Edition wesentlicher Schriftstücke zur Deutschlandfrage.
Die offene Deutsche Frage war während der deutschen Teilung (1945–1990) ein zentrales Problem bzw. Anliegen der deutschen und internationalen Politik. Die Politik Westdeutschlands zu diesem Problemfeld nannte und nennt man 'Deutschlandpolitik'. 
Die Bundesregierung hat dazu seit 1961 grundlegende Quellen veröffentlicht, speziell für die wissenschaftliche Forschung und die interessierte Öffentlichkeit.
Sie umfassen den Zeitraum vom Beginn des Zweiten Weltkrieges (1. September 1939) bis hin zur Wiedervereinigung (3. Oktober 1990).
Inzwischen liegen 32 Bände in sechs Reihen und zwei Sonderbände vor. Sie dokumentieren in erster Linie Entwicklungen und Entscheidungen aus Sicht der beiden deutschen Staaten wie auch der vier Siegermächte (" Vier Mächte").

## Geschichte der DzD
Die "Dokumente zur Deutschlandpolitik" erscheinen seit 1961. Herausgegeben wurden sie ab 1961 vom Bundesministerium für gesamtdeutsche Fragen (BGF), ab 1969 – Beginn der Kanzlerschaft von Willy Brandt – umbenannt in Bundesministerium für innerdeutsche Beziehungen.
Nach Wiederherstellung der deutschen Einheit übernahm 1991 das Bundesministerium des Innern die Herausgeberschaft, von 1996 an unter Mitwirkung des Bundesarchivs und seit 2003 als Mitherausgeber.
Anfänge des Projekts gab es schon 1951. Angesichts innenpolitischer Auseinandersetzungen in Westdeutschland um eine Wiedervereinigung (und Wege dorthin) gab das BGF eine Sammlung von Dokumenten und Akten heraus, die insbesondere die ersten Entschließungen des Deutschen Bundestages und Erklärungen der Bundesregierung zur Frage der Wiedervereinigung Deutschlands enthielten (Titel: „Die Bemühungen der Bundesrepublik um Wiederherstellung der Einheit Deutschlands durch gesamtdeutsche Wahlen“). Bis 1958 kamen zwei weitere Bände heraus.
Die Veröffentlichung sollte zunächst amtlichen Zwecken dienen; sie fand bald auch als Studienmaterial Verwendung. Aufgrund der weiteren Nachfrage nach authentischen Dokumententexten zur deutschen Frage ab dem 27. November 1958 entschloss sich das BGF, eine neue systematische und besser fundierte Sammlung vorzubereiten. Sie sollte sowohl möglichst zeitnah am aktuellen Geschehen alle wichtigen nationalen und internationalen Äußerungen zur Deutschlandpolitik umfassen als auch die Zeit des Zweiten Weltkriegs von 1941 an.
Am 27. November 1958 sprach Chruschtschow ein Berlin-Ultimatum aus; dem folgten Viermächte-Verhandlungen über Deutschland auf den Genfer Außenminister-Konferenzen 1959; diese fanden erstmals unter Beteiligung von Vertretern der Bundesrepublik Deutschland und der DDR statt.
Zunächst sollte die neue Veröffentlichung unter dem Titel "Dokumente zur Deutschland-Frage" erscheinen. Vier Reihen waren vorgesehen:
- die erste Reihe für den Zeitraum 1941 bis zum Kriegsende am 8. Mai 1945,
- die zweite Reihe für die Jahre der Besatzungszeit vom 9. Mai 1945 bis 4. Mai 1955,
- die dritte Reihe für die Jahre vom 5. Mai 1955 (Inkrafttreten der Pariser Verträge) bis zu Chruschtschows Berlin-Ultimatum am 9. November 1958 und die vierte Reihe vom 10. November 1958 fortlaufend.

Am 1. Mai 1959 nahm eine Arbeitsgruppe ihre Tätigkeit auf.
Aufgabe war es, alle amtlichen Deutschland betreffenden Texte, Noten, Korrespondenzen, Erklärungen, Beschlüsse, Verträge und Verlautbarungen möglichst vollständig und ungekürzt zusammenzustellen. Dazu zählten auch, soweit sie zugänglich waren, Dokumente der Viermächte-Konferenzen. Ergänzt werden sollte das Material durch Reden, Erklärungen, Aufsätze und Interviews von Regierungsmitgliedern, Parlamentariern, Politikern und Publizisten, die für die Entwicklung der Deutschland-Frage bedeutsam waren. Schwerpunkt war (und sollte es auch sein) die Bereitstellung des amtlichen Materials.
Besonders wichtige Dokumente werden in zwei oder mehreren Sprachen wiedergegeben, wenn es sich nicht um einen originalen deutschen Wortlaut handelt.
Anmerkungen geben textkritische Erläuterungen und Kommentierungen zu einzelnen Sachverhalten gemäß wissenschaftlich üblichen Kriterien.
Als erstes wurde die III. Reihe (1955 bis 1958) erstellt. Vier Jahresbände konnten bis 1969 fertiggestellt werden.
Die IV. Reihe (ab 1959 bis zum Ende des Kabinetts Erhard II am 30. November 1966) wurde 1981 mit zwölf Bänden abgeschlossen.
Seit Ablauf der (im Archivwesen üblichen) 30-Jahres-Sperrfrist sind seit Anfang der 1980er Jahre große Teile des amtlichen Schriftguts der westlichen alliierten Mächte, das sich auf die Deutschlandpolitik in der Zeit des Zweiten Weltkriegs bezog, zugänglich. Daher resultierte das Bemühen, nunmehr mit der Aufarbeitung der I. Reihe für die Kriegsjahre von 1939 bis 1945 zu beginnen. Die "Dokumente zur Deutschlandpolitik" nahmen verstärkt den Charakter einer zeitgeschichtlichen Edition an.
Aus der Bearbeitung der I. Reihe entstanden bis 1991 vier Bände, ein fünfter Band, der 2003 erschien, schloss die Reihe ab.
Parallel dazu wurden in den 1980er Jahren die Arbeiten an der Phase der CDU/CSU-SPD-Koalition unter Bundeskanzler Kiesinger (Kabinett Kiesinger) mit einer neuen V. Reihe für die Jahre 1966 bis 1969 fortgesetzt. Bis 1987 erschienen zwei Bände.
Die Wiedervereinigung 1990 löste die Deutschland-Frage; man beschloss, die Edition 1990 enden zu lassen.
In den 1980er Jahren wuchs das Bedürfnis, die fehlenden Bände in der II. Reihe für die Jahre 1945 bis 1955 zu erstellen.
Nachdem 1991 die neue administrative Zuordnung zum Bundesministerium des Innern vollzogen war, wurden die Arbeiten an den DzD intensiviert; bis 2003 konnten vier Bände veröffentlicht werden. Das große nationale und internationale Interesse an den Vorgängen der Wiedervereinigung 1989/90 veranlasste das Bundeskanzleramt im Jahr 1994, die Zusammenstellung einer Sonderedition aus seinen Akten für diese Phase in Auftrag zu geben. Der Band erschien 1998. Anschließend begannen die Arbeiten an der VI. Reihe für die Jahre der SPD/FDP-Koalitionen unter den Bundeskanzlern Brandt und Schmidt zwischen 1969 und 1982 (Kabinett Brandt I, II und III sowie Kabinett Schmidt I und II); fünf Bände erschienen.
Ein weiterer Sonderband erschien 2012 ("Die besonderen humanitären Bemühungen der Regierung der Bundesrepublik Deutschland gegenüber der Regierung der DDR").